# پی سی چانگ
پی سی چانگ (انگلیسی: P. C. Chang؛ ۱۸۹۲ – ۱۹۵۷) دیپلمات، نویسنده، فعال حقوق بشر، و فیلسوف اهل تایوان بود.